# دریاچه سارتلان
دریاچه سارتلان (به لاتین: Lake Sartlan) یک دریاچه در روسیه است که در استان نووسیبیرسک واقع شده‌است.